# Пеллон, Хуан
Хуан Пеллон Фернандес-Фонтека (исп. Juan Pellón Fernández-Fontecha, 21 января 1955, Сантандер, Испания) — испанский хоккеист (хоккей на траве), полевой игрок. Серебряный призёр летних Олимпийских игр 1980 года.

## Биография
Хуан Пеллон родился 21 января 1955 года в испанском городе Сантандер.
Играл в хоккей на траве за «Тенис» из Сантандера.
В 1974 году дебютировал в молодёжной сборной Испании.
В 1976 году вошёл в состав сборной Испании по хоккею на траве на летних Олимпийских играх в Монреале, занявшей 6-е место. Играл в поле, провёл 5 матчей, мячей не забивал.
В 1979 году в составе сборной Испании завоевал серебряную медаль хоккейного турнира Средиземноморских игр в Сплите.
В 1980 году вошёл в состав сборной Испании по хоккею на траве на летних Олимпийских играх в Москве и завоевал серебряную медаль. Играл в поле, провёл 4 матча, забил 1 мяч в ворота сборной Польши.